# 1935 en Italie
Chronologie de l'Italie
- 1931
- 1932
- 1933
- 1934
- 1935
- 1936
- 1937
- 1938
- 1939

## Événements
- 4-8 janvier : entretiens Laval-Mussolini à Rome. Rapprochement franco-italien[1].

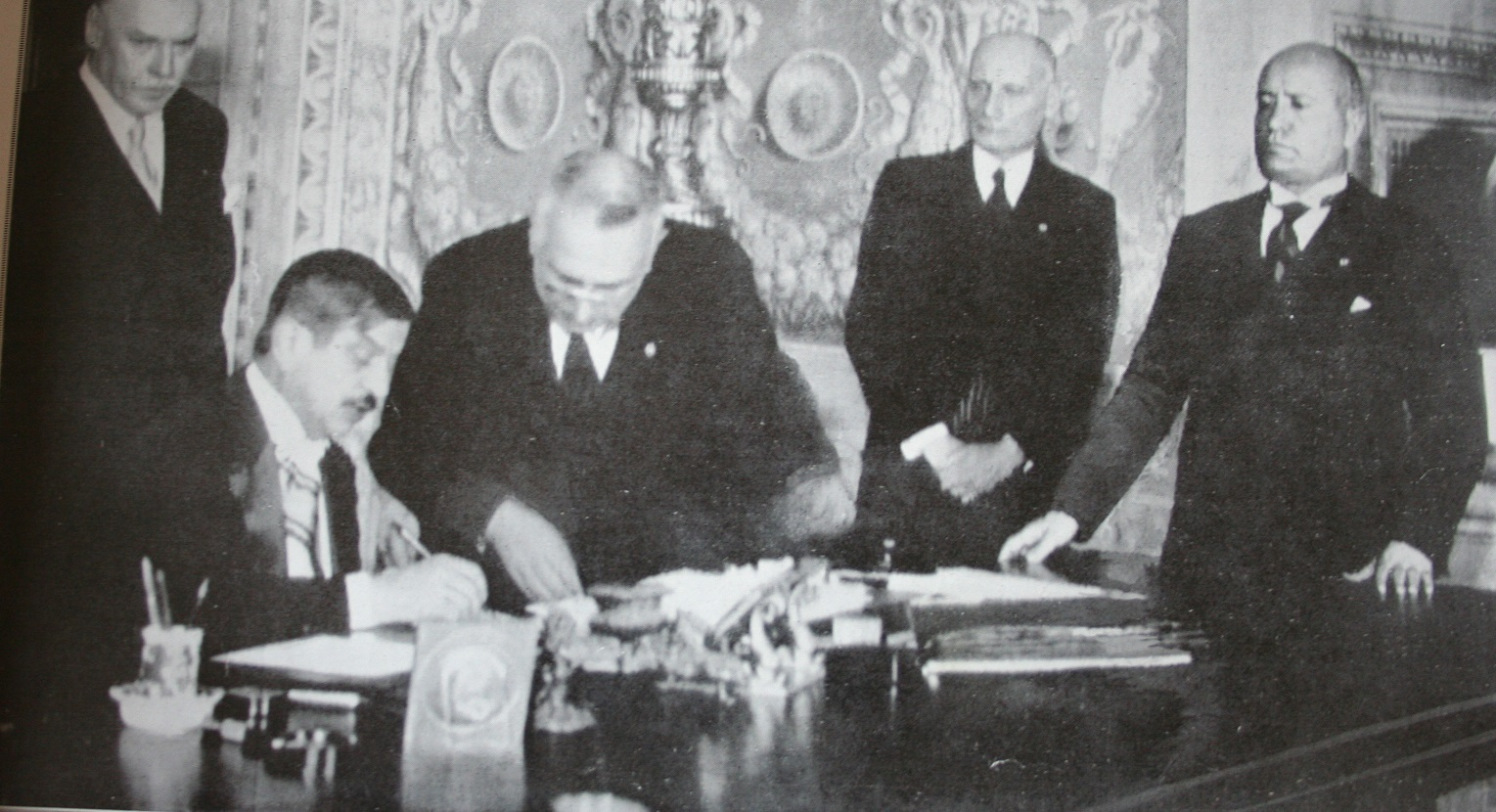
Signature de l'accord franco-italien au palais de Venise.

- 7 janvier : accords de Rome[1] ; le président du Conseil Pierre Laval signe avec Mussolini des accords concernant le statut des Italiens du protectorat de Tunisie, les frontières coloniales et l’indépendance de l’Autriche. La France cède à l’Italie des territoires au sud de la Libye et en Somalie et lui accorde une participation dans le chemin de fer Djibouti-Addis-Abeba. En contrepartie, Rome renonce au statut privilégié de ses ressortissants en Tunisie[2].
- 14 avril : conférence de Stresa - L’Italie, la France et le Royaume-Uni forment un front commun contre la violation par l’Allemagne du traité de Versailles (rétablissement de la conscription) et la menace d’Anschluss en Autriche[3].

- 28 juillet : manifeste de l’International African Friends of Abyssinia (en), créé à Londres, qui demande à la Société des Nations de prendre des mesures contre l’Italie qui a envahi l’Éthiopie[4].

- 13 août : catastrophe de Molare, dans la province d'Alexandrie ; la crue du lac d'Ortiglieto provoque l'effondrement d'un barrage sur l'Orba et une centaine de morts[5].

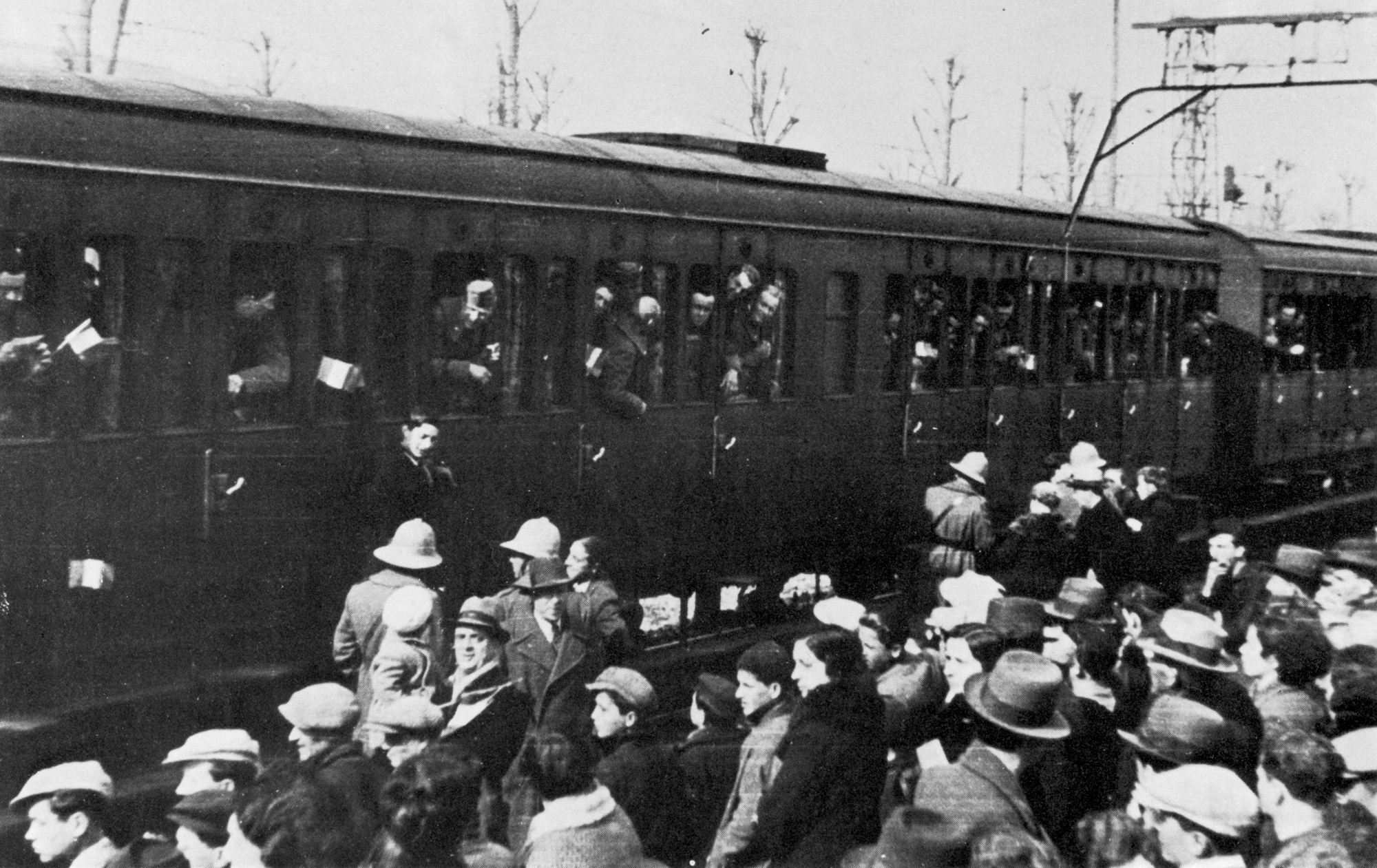
Départ de recrues italiennes pour l'Afrique en 1935

- 3 octobre : sous prétexte d’un incident de frontière à Ual-Ual (Welwel) près de la Somalie, les Italiens de Pietro Badoglio envahissent l’Éthiopie[2]. Début de la guerre italo-éthiopienne (fin en 1936). La Guerre d’Éthiopie est accompagnée d’une campagne de propagande italienne contre les intérêts britanniques dans le monde arabe[6]. Le Royaume-Uni condamne cette agression et demande des sanctions. En France, Pierre Laval cherche à ménager et le Royaume-Uni et l’Italie et limite les sanctions économiques. Il mécontente les deux pays. Le négus doit s’exiler et l’Éthiopie est réunie à l’Érythrée et à la Somalie (fin en 1941).

- 7 octobre : la SDN condamne l’Italie qui a envahi l'Éthiopie et prend des sanctions limitées[7], qui entrent en vigueur le 18 novembre[8].
- 18 décembre :
  - journée de l'Or pour la patrie (Oro alla Patria). Les Italiens sont appelés à « donner de l'or à la Patrie »[9].
  - inauguration de Pontinia, la troisième ville conquise sur les Marais pontins[10].
- 28 décembre : Mussolini dénonce les accords de Rome et les accords de Stresa[7].

## Culture
- 16 janvier : première de Nerone, opéra de Pietro Mascagni, à La Scala de Milan.

### Cinéma

#### Films italiens sortis en 1935
- Amo te sola de Mario Mattoli, avec Vittorio De Sica
- Casta Diva de Carmine Gallone, avec Mártha Eggerth
- Je donnerai un million (Darò un milione) de Mario Camerini, avec Vittorio De Sica
- I ragazzi della via Paal de Alberto Mondadori et Mario Monicelli

#### Mostra de Venise
- Coupe Mussolini du meilleur film étranger: Anna Karenine (Anna Karenina) de Clarence Brown
- Coupe Mussolini du meilleur film italien : Casta Diva de Carmine Gallone
- Coupe Volpi pour la meilleure interprétation masculine : Pierre Blanchar pour Crime et Châtiment de Pierre Chenal
- Coupe Volpi pour la meilleure interprétation féminine : Paula Wessely pour Episode de Walter Reisch
- Prix de la meilleure réalisation : King Vidor pour Soir de noces (The Wedding Night)
- Meilleure photographie : Josef von Sternberg et Lucien Ballard pour La Femme et le pantin (The Devil Is a Woman) de Josef von Sternberg

### Littérature

#### Livres parus en 1935
- Le Secret du vieux bois (Il segreto del Bosco Vecchio), roman de Dino Buzzati

#### Prix et récompenses
- Prix Bagutta : Enrico Sacchetti (it), Vita di artista, (Treves)
- Prix Viareggio : Mario Massa, Un uomo solo et Stefano Landi, Il muro di casa

## Naissances en 1935
- 3 janvier : Giovanni Lajolo, cardinal, gouverneur de l'État du Vatican.
- 26 janvier : Fulvio Tomizza, écrivain, romancier et essayiste, associé à la « Génération des années trente. » († 21 mai 1999)
- 27 janvier : Mirella Freni, soprano († 9 février 2020).
- 18 février : Anna Maria Ferrero, actrice. († 21 mai 2018)
- 4 mars : Carlo Casini, homme politique. († 23 mars 2020).
- 1er avril : Fred Bongusto, chanteur. († 8 novembre 2019)
- 10 avril : Nicola Cabibbo, physicien, Président de l'Académie pontificale des sciences de 1993 à  sa mort. († 16 août 2010).
- 13 mai : Giulio Brogi, acteur. († 19 février 2019)
- 8 juin : Fernando Aiuti, médecin et homme politique. († 9 janvier 2019)
- 2 juillet : Nanni Balestrini, écrivain, poète et artiste visuel. († 20 mai 2019)
- 28 juillet : Massimo Natili, pilote automobile. († 19 septembre 2017)
- 3 août : Omero Antonutti, acteur. († 5 novembre 2019)
- 18 septembre : Raymond Vautherin, linguiste valdôtain. († 11 février 2018)
- 19 septembre : Velasio De Paolis, théologien et cardinal, président émérite de la préfecture pour les affaires économiques du Saint-Siège († 9 septembre 2017)
- 12 octobre : Luciano Pavarotti, chanteur d'opéra (ténor) († 6 septembre 2007).
- 21 décembre : Lorenzo Bandini, pilote automobile. († 10 mai 1967).

## Décès en 1935
- 18 avril : Ignazio Guidi, 90 ans, orientaliste italien, spécialiste des langues sémitiques, professeur d'hébreu et de langues sémitiques comparées à La Sapienza. (° 31 juillet 1844)
- 24 juin : Guido Rey, 73 ans, alpiniste, écrivain et photographe. (° 20 novembre 1861)